# Bethany (Illinois)
Bethany é uma vila localizada no estado americano de Illinois, no Condado de Moultrie.

## Demografia
Segundo o censo americano de 2000, a sua população era de 1287 habitantes. 
Em 2006, foi estimada uma população de 1239, um decréscimo de 48 (-3.7%).

## Geografia
De acordo com o United States Census Bureau tem uma área de 
2,5 km², dos quais 2,5 km² cobertos por terra e 0,0 km² cobertos por água.

## Localidades na vizinhança
O diagrama seguinte representa as localidades num raio de 20 km ao redor de Bethany. 